# Andrew Campbell (remero)
Andrew Campbell (Barrington, 2 de febrero de 1996) es un deportista estadounidense que compitió en remo.
Ganó dos medallas de bronce en el Campeonato Mundial de Remo, en los años 2012 y 2018. Participó en los Juegos Olímpicos de Río de Janeiro 2016, ocupando el quinto lugar en la prueba de doble scull ligero.

## Palmarés internacional
| Campeonato Mundial | Campeonato Mundial | Campeonato Mundial | Campeonato Mundial      |
| Año                | Lugar              | Medalla            | Prueba                  |
| ------------------ | ------------------ | ------------------ | ----------------------- |
| 2012               | Plovdiv (Bulgaria) | Medalla de bronce  | Scull individual ligero |
| 2018               | Plovdiv (Bulgaria) | Medalla de bronce  | Scull individual ligero |